# Offene Bühne
Eine offene Bühne ist eine Show, in der mehrere Künstler oder Gäste spontan auftreten können. Der im deutschsprachigen Raum oft synonym verwendete Begriff Open Stage ist ein Scheinanglizismus und bezeichnet im Englischen eine nach mehreren Seiten geöffnete Arenabühne. Der entsprechende englische Begriff ist Open Mic.
Je nach Veranstalter sind verschiedene Darbietungsformen zugelassen, beispielsweise Musik, Comedy, Stand-Up, Lesung, Prosa, Lyrik, Tanz, Zauberei, Jonglage und Artistik sowie an bestimmten Orten auch Kurzfilme.

## Bekannte Veranstaltungsorte
Seit 1971 veranstaltete Udo Werner in Köln die Talentprobe.(welche nicht als echte offene Bühne galt, da hier auch bei Missfallen mit z. B. Eiern geworfen wurde. Beendet 1990 mit seinem Tod). Seit 1984 gibt es in Berlin das „Scheinbar kleinste Varieté Deutschlands“. Von 2003 bis 2010 fand die Cosmic Open Stage in der C-base statt. 2002 wurde der Comedy Club Kookaburra von Sanjay Shihora gegründet.
Bundesweit bekannt ist seit 2009 die „Offene Bühne Bergisch Land“ in Remscheid und Wuppertal (seit 2012 „Offene Bühne Bergisch Land & Rheinland“ einschließlich Bonn im bekannten Pantheon-Theater), eine Besonderheit ist hierbei, dass es sich um ein Theater mit Licht- und Tontechnik, Proben, Soundcheck und Videoaufnahmen sowie 400 Zuschauern (seit Dezember 2017, in Remscheid 200) handelt, was sie zur derzeit erfolgreichsten offenen Bühne macht.
Die „Offene Bühne Köln“, zuvor die am längsten bestehende offene Bühne, wurde 2012 eingestellt. In Bayern existieren seit einigen Jahren viele offene Bühnen, genannt seien hier die drei Münchener Bühnen und die Spielorte in Augsburg, Schloss Blumenthal bei Aichach, Ulm und Kaisheim.
Im Burgenland (Österreich) gibt es seit 2014 eine Sonderform der offenen Bühne. Die vom Liedermacher Harald Pomper inszenierte und durchgeführte „Offene Bühne Burgenland“ tourt im Laufe eines Jahres durch das gesamte Bundesland Burgenland und macht dabei an verschiedensten Veranstaltungsorten halt. Sie ist somit eine „wandernde“ offene Bühne.

## Sprungbrett
Ähnlich wie bei den Poetry-Slams touren viele Kleinkünstler von Bühne zu Bühne und es herrscht ein reger Austausch von Ideen und Programmpunkten. Einige Bühnen kooperieren hinsichtlich der Künstlerakquise oder auch im Rahmen gemeinsamer Veranstaltungen direkt miteinander, wie z. B. in Augsburg, wo die Open Stage (Kleinkunstkeller Hempels) mit der offenen Bühne Blumenthal bereits mehrere Events gemeinsam in Bus- und Tramlinien (Open Stage Tram) veranstaltet hat. Im Roxy in Ulm sowie im Pantheon in Bonn mit der Offenen Bühne Rheinland finden regelmäßig Veranstaltungen mit mehreren hundert Besuchern (Roxy 200, Pantheon 400) statt, die Künstler müssen hier teilweise sehr lange auf einen Auftritt warten, da es lange Anmeldelisten gibt. Alternative Modelle losen die Auftritte und erlauben zusätzlich einmalige spontane Auftritte um eben nicht lange warten zu müssen. (z. B. Offene Bühne Bergisch Land & Rheinland, eingeführt 2011) Bekannte Comedians wie Ausbilder Schmidt, Johann König, Knacki Deusser, Markus Krebs, Luke Mockrige, Chris Tal, Lisa Feller Vera Deckers, Rene Steinberg, oder auch Heinz Gröning testeten in der Scheinbar in Berlin sowie im Pantheon Bonn bei der Offenen Bühne Rheinland schon ihre – später im Fernsehen gezeigten – Nummern.

## Organisation
Offene Bühnen gibt es im Varieté, im Speziellen bei der Jonglage, im Theater, in der Musik und für Lesungen. Bei Jazz-Musik ist die offene Bühne sehr gängig und als „Jamsession“ bekannt. Im Bereich der Jonglage werden oft neue Tricks vor Publikum erprobt. Wegen dieses „Erprobungs“-Charakters kann das Niveau der Darbietungen sehr unterschiedlich sein.
Teilnehmer einer offenen Bühne bekommen in der Regel keine Gage, da hier der „Erprobungs“-Charakter im Vordergrund steht und dem Künstler im Gegenzug eine richtige Bühne mit Tonanlage und Lichtstimmungen zur Verfügung gestellt wird. Bisweilen wird die Anreise bezahlt, Videomaterial übergeben, Essen und Getränke oder Freikarten gestellt. Wenn keine spontanen oder ungeprüften Auftritte gestattet sind, spricht man von einer Mix-Show. Hiernach wäre die Show in Rosenau keine offene Bühne, jedoch sind die Übergänge fließend.
Auf großen Jonglierconventions wie der Europäischen Jonglierconvention, die jedes Jahr stattfindet, gibt es noch eine Unterscheidung:
- Open Stage ist für jeden offen, jedoch ist die Dauer der Veranstaltung festgelegt, und die vorherige Anmeldung sorgt für eine gewisse Qualität der Darbietungen.
- Renegade ist für jeden auch ohne Anmeldung offen und findet oft erst um 1 Uhr nachts statt. Die Qualität der Darbietungen ist oftmals schwankend.